# Maria Theresia Bonzel

Mutter Maria Theresia Bonzel

Mutter Maria Theresia Bonzel OSF (* 17. September 1830 in Olpe als Regine Christine Wilhelmine Bonzel; † 6. Februar 1905 in Olpe) war Ordensgründerin und -oberin der Armen Franziskanerinnen von der ewigen Anbetung. Sie wurde am 10. November 2013 seliggesprochen, ihr jährlicher Festtag ist der 9. Februar.

## Leben
Regine Christine Wilhelmine Bonzel, Aline gerufen, war die ältere der beiden Töchter von Friedrich Edmund Bonzel (1808–1837) und Angela Maria Liese (1802–1865). Beide Eltern stammten aus alten wohlhabenden Olper Bürgerfamilien. Aufgewachsen ist sie im Haus Frankfurter Straße 4, unmittelbar neben der Martinuskirche.

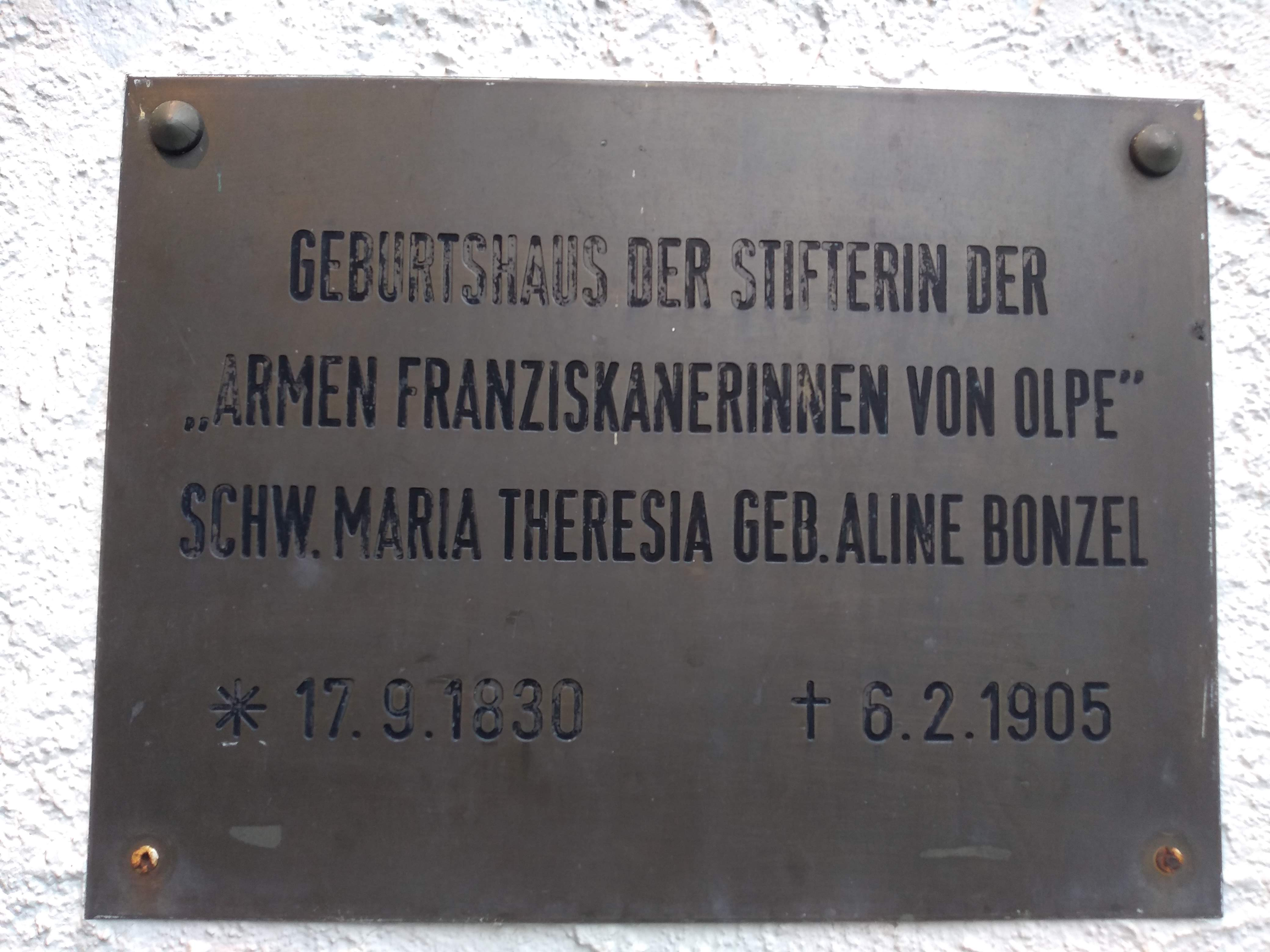
Hinweisschild am Geburtshaus von Maria Theresia Bonzel

Da in Olpe für Mädchen nach der Volksschule keine weitere Bildungsmöglichkeit bestand, schickte die Mutter ihre Tochter Aline zu den Ursulinen nach Köln. Vermutlich reifte dort ihr Wunsch, selbst Ordensfrau zu werden.
Im Jahr 1850, mit 20 Jahren also, gelobte sie Ehelosigkeit und trat in den weltlichen 3. Orden des heiligen Franziskus ein. Dabei erhielt sie den Ordensnamen „Maria Theresia“. Bald wurde Aline Mitglied im „Frauen- und Jungfrauenverein zur Unterstützung armer, hülfloser Kranker“. 1857 wurde sie Vorsteherin dieses karitativ tätigen Vereins in Olpe.
1859 lernte Aline die Lehrerin Clara Pfänder kennen. Mit ihr und der Jugendfreundin Regina Löser wollte sie ein klösterliches Leben beginnen. Zusammen mieteten sie ein Zimmer bei der Witwe Schürholz an der Westfälischen Straße; das war das erste „Kloster“. Gleich von Anfang an nahmen die jungen Frauen Waisenkinder bei sich auf. So entstand in Olpe das erste Waisenhaus im Sauerland. Im Dezember 1860 erhielt die auf neun Frauen angewachsene Gruppe in der St.-Martinus-Kirche in Olpe das Ordenskleid. Aline behielt den Namen Maria Theresia.
Im Jahr 1863 löste der Paderborner Bischof Konrad Martin die Olper Gruppe aus der anfänglichen Bindung an die Franziskanerinnen von Salzkotten und erlaubte der Gemeinschaft, nach der Regel des heiligen Franziskus zu leben. 1865 wurde Theresia Bonzel zur Generaloberin der neuen Kongregation gewählt. In der großen Franziskanerin Franziska Schervier aus Aachen fand die junge Ordensstifterin eine mütterliche Freundin, die der jungen Gemeinschaft in den schwierigen Anfangsjahren mit Rat und Tat zur Seite stand.
In der Literatur ist vom Jahre 1863 an von der Ordensgründerin meist nur noch wenig die Rede; von nun an nimmt vielmehr der so erfolgreiche Werdegang der Ordensgemeinschaft einen breiten Raum ein. Bedingt durch den Kulturkampf reifte in Mutter Maria Theresia der Entschluss, neue Arbeitsfelder zu gewinnen. 1876 wurde in Lafayette (Indiana) die erste Niederlassung in Nordamerika gegründet.
Als Maria Theresia Bonzel am 6. Februar 1905 im Alter von 74 Jahren in Olpe starb, hinterließ sie 73 Niederlassungen in Deutschland und 49 in Nordamerika. Zur Gemeinschaft gehörten bereits über 1.500 Schwestern.

## Seligsprechung

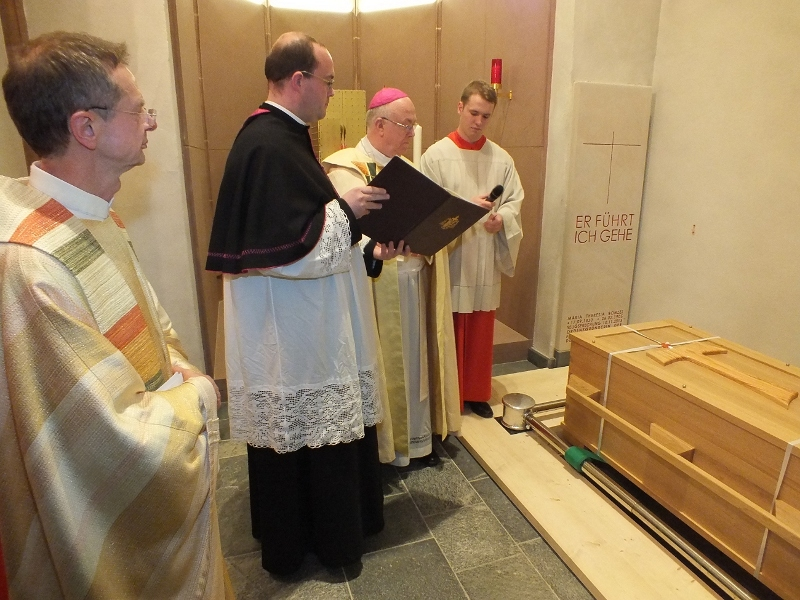

Am 1. September 1961 wurde der Seligsprechungsprozess eröffnet und am 28. März 2013 beendet. Die Seligsprechung wurde am 10. November feierlich im Auftrag von Papst Franziskus durch Angelo Kardinal Amato SDB im Hohen Dom zu Paderborn vollzogen.
Am Tag nach der Seligsprechung wurden die sterblichen Überreste der Ordensgründerin aus der Grabkapelle am Mutterhaus der Olper Franziskanerinnen in eine Anbetungskapelle im Turm der St.-Martinus-Pfarrkirche in Olpe überführt und von Erzbischof Hans-Josef Becker gesegnet.

## Darstellungen in der Kunst
In einem von Thomas Jessen gestalteten Glasfenster im Seitenschiff der Kath. Kirche St. Johannes Baptist in Höxter-Brenkhausen ist als sie als Ordensgründerin zu sehen. Eine Bronzestatue von ihr steht im Garten des Mutterhauses des Ordens der Franziskanerinnen der ewigen Anbetung in Olpe.
Ein Bronzeporträt befindet sich am Geschichtsbrunnen Olpe, den Karl-Heinz Klein schuf.

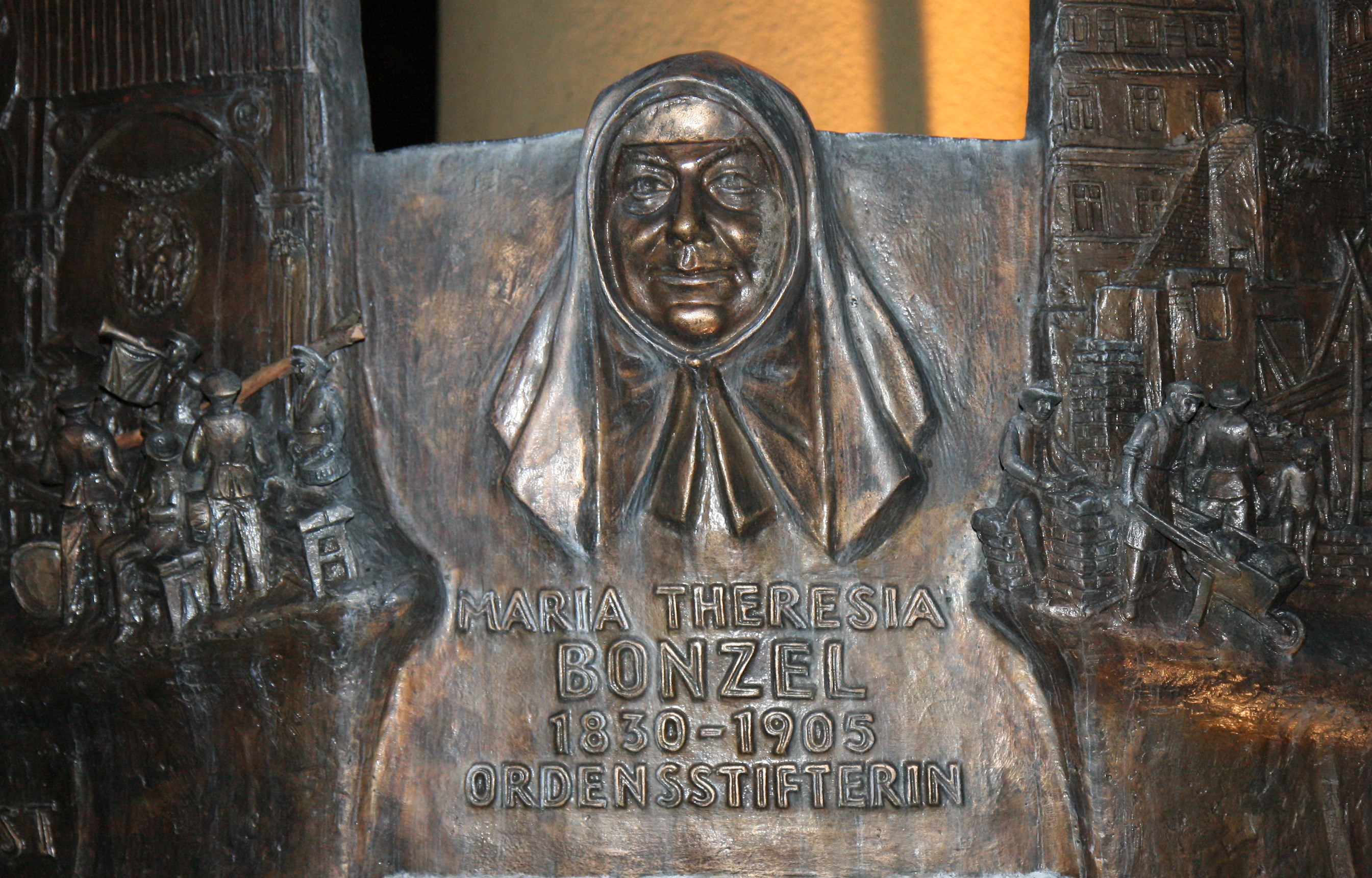
Relief am Geschichtsbrunnen Olpe

Es gibt zwei Reliquiare, aufgestellt am Tage ihrer Seligsprechung im Dom zu Paderborn von Gold- und Silberschmied Matthias Engert aus Zell bei Würzburg, eines dieser Reliquiare ist in der Engelkapelle im Paderborner Dom zu sehen, das andere in der Kirche des Mutterhauses in Olpe. 
Eine Darstellung wurde in der linken Seitenapsis der romanischen Kirche St. Clemens (Drolshagen) von Clemens Hillebrand 2016 fresko-secco an die Wand gemalt. Über ihrem Grab in der St.-Martinus-Kirche hängt ein Porträt, das Ippazio Fracasso-Baacke schuf.